# 20301 Thakur
20301 Thakur è un asteroide della fascia principale. Scoperto nel 1998, presenta un'orbita caratterizzata da un semiasse maggiore pari a 2,3222908 UA e da un'eccentricità di 0,0751654, inclinata di 7,63362° rispetto all'eclittica.